# John Vanderpant
John Vanderpant (Alkmaar, 11 januari 1884 - Vancouver, 24 juli 1939), geboren als Jan van der Pant, was een Nederlands-Canadees fotograaf, galeriehouder en dichter.

## Leven en werk
John Vanderpant werd in Alkmaar geboren als Jan van der Pant, oudste zoon van Jan van der Pant, tabakshandelaar, en Catharina Sophia Ezerman. In 1885 volgde het tweede kind, Catharina Sophia. In 1892 verhuisde het gezin naar Haarlem.
In 1905 schreef Van der Pant zich in bij de Faculteit Letteren aan de Universiteit Leiden, waar hij tot 1912 ingeschreven zou blijven, maar geen studie voltooide. Tijdens zijn studententijd schreef hij gedichten en publiceerde hij in de Nieuwe Gids en andere literaire tijdschriften. In 1908 werd de eerste foto van zijn hand gepubliceerd, in Nederland in Rijp. Van 1910 tot 1914 werkte Van der Pant als fotojournalist voor het tijdschrift Op de Hoogte, waarvoor hij onder andere naar Spanje en Noord Afrika reisde, en schreef hij voor diverse kranten.
In 1911 trouwde hij met Catharina van der Linden (1882-1955), waarna het stel emigreerde naar Canada. Hier werkte hij enige tijd voor het emigratie-departement van de Canadese regering. Het echtpaar vestigde zich in 1912 in Okotoks ( Alberta), waar Van der Pant een fotostudio opende. Vanaf dat moment verengelste hij zijn naam tot John Vanderpant. In 1913 keerde Catharina terug naar Nederland waar hun eerste kind, Anna, werd geboren.

### Picturalisme
In 1914 kwam Catharina, met dochter Anna, weer naar Canada. In 1916 verhuisde het gezin naar Fort Macleod. Kort erna opende Vanderpant nog twee studio's, in Fort Macleod en in Pincher Creek, terwijl hij zijn studio in Okotoks ook aanhield. In 1917 werd een tweede dochter, Catharina, geboren. Twee jaar later verhuisde Vanderpant met zijn gezin naar New Westminster, British Columbia, waar hij in 1920 een van de oprichters was van de 'New Westminster Salon of Pictorial Photography'. Vanderpant ontmoette de fotograaf Harry Upperton Knight in 1921, een pictorialist uit Victoria. In deze periode ontwikkelde Vanderpant zich van een verslaggevende fotojournalist tot een picturalistisch fotograaf, waarbij het hem ging om het uitdrukken van een eigen gevoel, een eigen persoonlijkheid. Erkenning van de fotografie als kunstvorm speelde in de picturalistische fotografie een belangrijke rol. Op technisch vlak werden speciale lenzen en drukprocédé's ingezet om een artistiek effect te bereiken. Voor zijn buitenopnames werkte Jan van der Pant met een 6,5 × 9 rolfilm camera. Om het softfocus-effect in zijn afdrukken op bromidepapier te bereiken, gebruikte hij een Verito-lensje bij het vergroten.

### Vanderpant Galleries
In 1925-'26 had Van der Pant zijn eerste solotentoonstelling in Europa, onder andere in Nederland. In 1926 richtte hij samen met Harold Mortimer-Lamb (1872-1970) de Vanderpant Galleries op in Vancouver. Mortimer-Lamb trok zich in 1927 al weer terug, Vanderpant zette de galerie alleen voort en hij verhuisde met zijn gezin naar Vancouver, waar hij in 1928 een huis liet bouwen. Vanaf 1930 assisteerde dochter Anna in de fotostudio, enkele jaren later gevolgd door Catharina. In 1931 wist Vanderpant twee vooraanstaande fotografen van de nieuw-zakelijke stroming te laten exposeren in zijn galerie, Edward Weston en Imogen Cunningham. Ook organiseerde hij exposities van jonge, soms controversiële, kunstenaars, voordrachtsavonden en muziekoptreden. In 1931 en 1932 werd het jaarlijkse Poëziegala van de Poetry Society er gehouden.

### 'Modern purist'
In de periode 1929-1937 ontwikkelde Vanderpant zich stilistisch tot een zakelijker fotograaf met meer abstractie en composities bepaald door vlakken en hoge of juist lage standpunten. Hoewel zijn werk niet valt te scharen onder het werk van de Amerikaanse 'straight photographers', zijn er in deze periode elementen in te herkennen uit de nieuwe zakelijkheid. Zelf noemde hij zich een 'modern purist'.
Als portrefotograaf werd Vanderpant alom geprezen. In zijn studio beoogde hij het karakter van de geportretteerde vast te leggen, met behulp van kunstlicht en door middel van close-up, uitsnedes en specifieke lensinstellingen om een bepaalde (on)scherpte te bereiken.
Geraakt door de crisis moest Vanderpant in 1934 zijn huis verkopen en verhuisde het gezin naar een appartement boven de galerie. In dat jaar werd Vanderpant voorzitter van de fotografie-afdeling van de Retail Merchants' Association of Canada. In 1937 ging zijn gezondheid achteruit. Als gevolg van longkanker moest hij noodgedwongen zijn fotografische activiteiten stilleggen en droeg hij zijn studio over aan zijn dochters.
Jan van der Pant overleed op 24 juli 1939 in Vancouver.

## Betekenis
Hoewel in Nederland nauwelijks bekend, is Van der Pant, onder zijn verengelste naam John Vanderpant, internationaal erkend als fotograaf van betekenis. In 1926 werd hij benoemd tot Fellow of the Royal Photographic Society of Great Britain, in Londen. Werken uit zijn omvangrijke oeuvre bevinden zich in verschillende collecties in Canada, de Verenigde Staten en in Nederland, waar werk van hem in de collectie van de Leidse Universiteitsbibliotheek wordt bewaard.

## Galerij

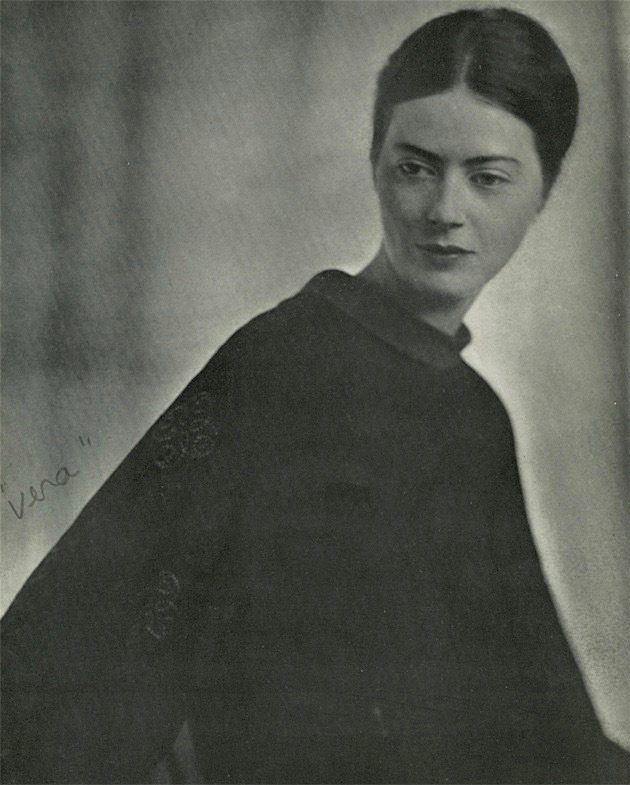
Vera Weatherbie door John Vanderpant, 1930
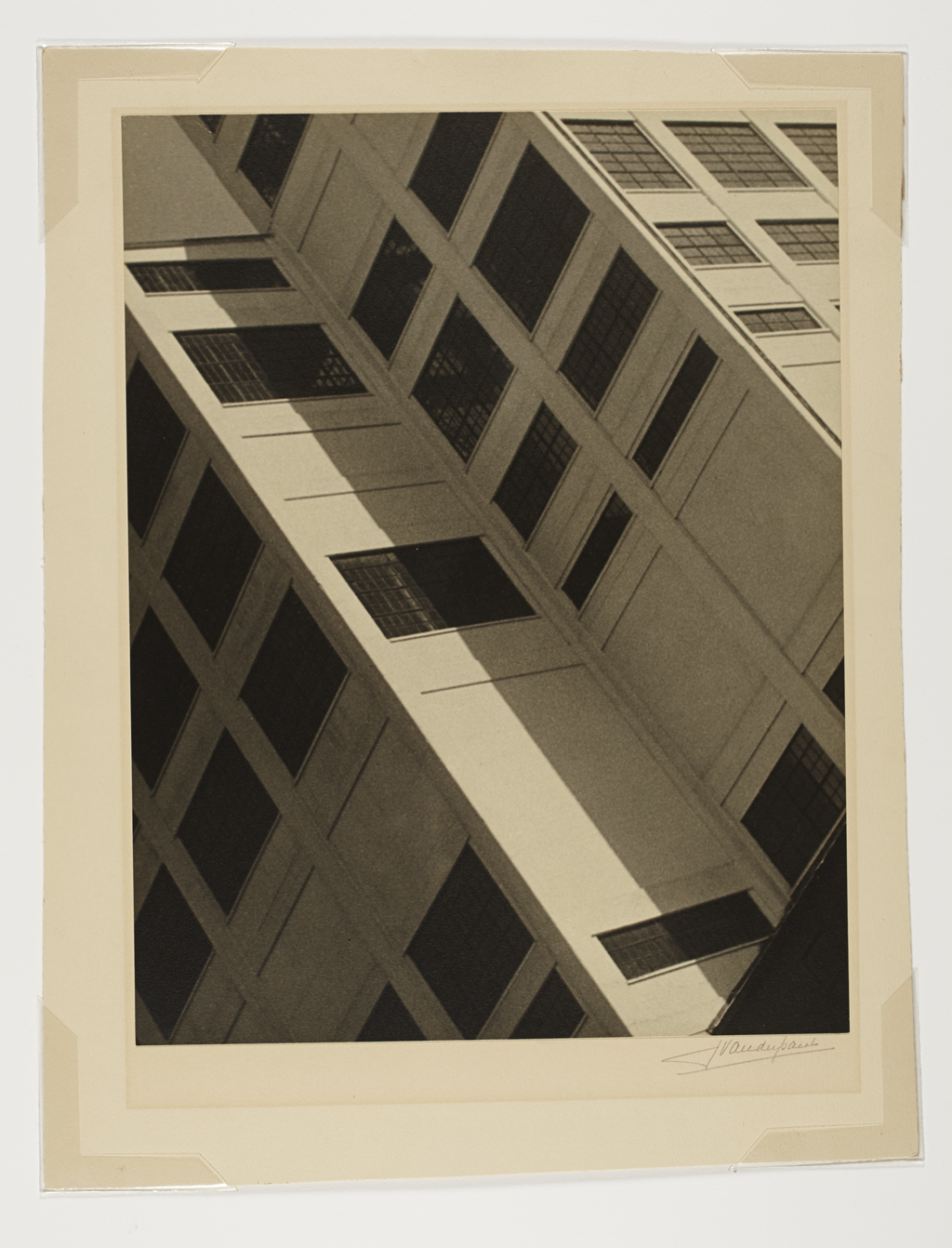
Window Patterns, John Vanderpant, ca. 1920-1930
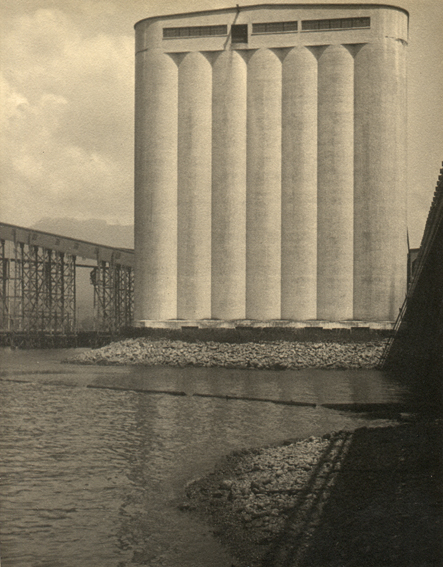
Zonder titel PK-F-G.239, John Vanderpant, ca. 1930-1940
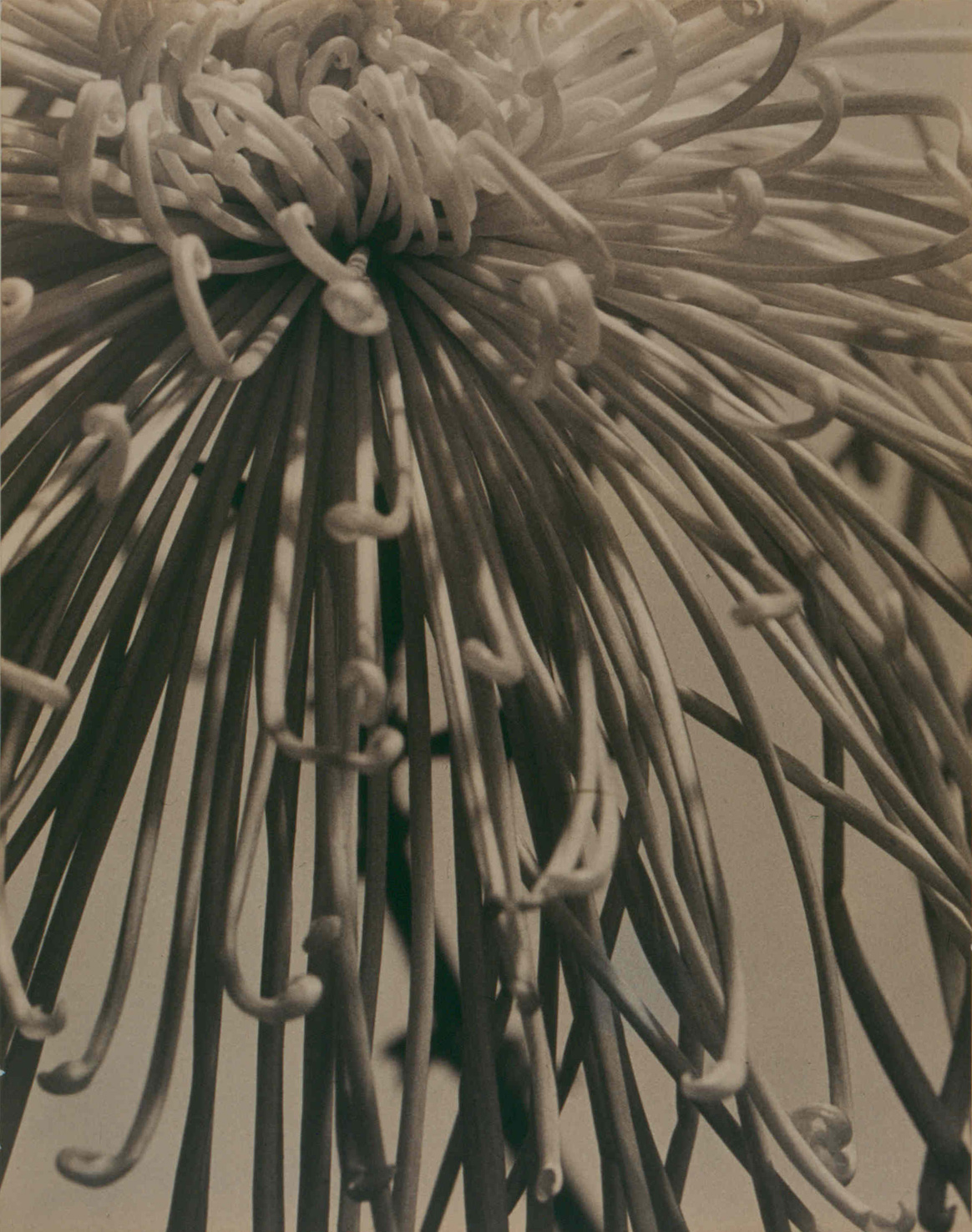
Variations on a theme, John Vanderpant, ca. 1930-1940